# SECEMIE
SECEMIE (en francés: Société Éditrice de la Chaîne Européenne Multilingüe d'Information) es el consorcio de las empresas de radio y televisión públicas Europeas, que es propietaria de Euronews. Está encargada de la venta del espacio publicitario, patrocinio en línea, fijar las cuotas de los operadores de cable y satélite, producción televisiva y las  cuotas de licencia de los programas. Su sede está ubicada en Lyon (Francia).
Es dueña en un 100% de SOCEMIE (Société Operatrice de la Chaîne Européenne Multilingüe d'Information EuroNews). El control editorial residen en SECEMIE.
Participan en la SECEMIE:
- Socios originales: RTVE (España), France Télévisions (tres cadenas de Francia), RAI (Italia), RTP (Portugal), RTBF (Bélgica), TMC (Mónaco), YLE (Finlandia), ERT (Grecia), CYBC (Chipre) y ERTU (Egipto).
- A los cuales posteriormente se agregan: CT (República Checa), ENTV (Argelia), ERTT (Túnez), PBS (Malta), RTÉ (Irlanda), RTVSLO (Slovenia), RTR (Rusia), NTU (Ucrania), SSR-SRG (Suiza), TVR (Rumania) y TV4 AB (Suecia).

- Datos: Q6116143